# 第二届全国智力运动会
第二届全国智力运动会由湖北省体育局承办，设6个大项54个小项。于2011年11月8日-18日在湖北省武汉市举行。

## 桥牌
| 項目           | 金牌                    | 银牌                  | 铜牌                  |
| 青年男子双人赛 | 陈一超/胡俊杰(上海)     | 黄伟明/曾祥国(广西)   | 段秋琦/张巍昌(江西)   |
| 青年女子双人赛 | 单星星/刘艳姣(湖北)     | 赵冰/吴骐灏(上海)     | 王南/左晓雪(江苏)     |
| 混合团体       | 上海队                  | 广东队                | 浙江队                |
| 男子团体       | 上海队                  | 北京队                | 浙江队                |
| 女子团体       | 上海队                  | 江苏队                | 浙江队                |
| 男子双人       | 龙浩/曹雪良（潞宁煤业） | 张邦祥/杨立新（深圳） | 陶建华/张锟（山东）   |
| 女子双人       | 田华/陈莹（深圳）       | 孙燕慧/冯学凤（浙江） | 徐佩芬/廖榕琳（宁波） |
| 混合双人       | 陈岗/朱萍（上海）       | 李小毅/卢燕（北京）   | 项煜/刘姝（辽宁）     |
| 青年男子团体   | 上海队                  | 北京队                | 香港队                |
| 青年女子团体   | 上海队                  | 四川队                | 江苏队                |

## 国际象棋
| 項目             | 金牌           | 银牌           | 铜牌             |
| 超快棋混合团体赛 | 北京队         | 浙江队         | 上海队           |
| 少年男子团体     | 山西队         | 重庆队         | 山东队           |
| 少年女子团体     | 重庆队         | 上海队         | 四川队           |
| 少年男子个人快棋 | 韦奕（江苏）   | 刘畅（山西）   | 许亦柠（上海）   |
| 少年女子个人快棋 | 翟墨（河北）   | 肖依依（重庆） | 雷挺婕（重庆队） |
| 男子个人快棋     | 卜祥志（山东） | 丁立人（浙江） | 余泱漪（北京）   |
| 女子个人快棋     | 沈阳（江苏）   | 章晓雯（上海） | 居文君（上海）   |
| 男子团体         | 上海队         | 山东队         | 河北队           |
| 女子团体         | 上海队         | 重庆队         | 北京队           |
| 大学生团体       | 天津队         | 上海队         | 湖北队           |

## 象棋
| 項目             | 金牌                           | 银牌                         | 铜牌                           |
| 专业女子个人快棋 | 陈丽淳（广东）                 | 刘欢（北京）                 | 伍霞（江苏）                   |
| 专业男子个人快棋 | 张强（北京）                   | 孙勇征（上海）               | 王跃飞（云南）                 |
| 大学生混合团体   | 天津队（黄竹风、赵金成、单欣） | 北京队（任刚、董子仲、李玥） | 上海队（谢靖、张兰天、姜曌慈） |
| 专业男子个人     | 蒋川（北京）                   | 许银川（广东）               | 王晓华（福建）                 |
| 专业女子个人     | 唐丹（北京）                   | 尤颖钦（河北）               | 张国凤（江苏）                 |
| 青年男子个人     | 郑惟桐（四川）                 | 李少庚（四川）               | 宿少峰（内蒙古）               |
| 青年女子个人     | 左文静（湖北）                 | 郑轶莹（上海）               | 苏筱芮（上海）                 |
| 业余男子个人     | 吴亚利（深圳）                 | 王国敏（上海）               | 何建中（北京）                 |
| 业余女子个人     | 梁潇（重庆）                   | 刘君丽（陕西）               | 张琳（山西）                   |
| 专业男子团体     | 上海队                         | 北京队                       | 湖北队                         |
| 专业女子团体     | 广东队                         | 火车头队                     | 云南队                         |

## 围棋
| 項目               | 金牌                               | 银牌                | 铜牌              |
| 专业男子个人快棋   | 彭立峣（贵州）                     | 周睿羊（山东）      | 孙腾宇（北京）    |
| 专业女子个人快棋   | 唐奕（上海）                       | 陈一鸣（贵州）      | 叶桂（湖北）      |
| 男女混合双人       | 孙腾宇/曹又尹（北京）              | 俞斌/范蔚菁（浙江） | 常昊/唐奕（上海） |
| 专业(职业)男子个人 | 范廷钰（山东）                     | 胡耀宇（上海）      | 时越（贵州）      |
| 专业(职业)女子个人 | 宋容慧（浙江）                     | 芮迺伟（上海）      | 李赫（贵州）      |
| 业余男子个人       | 白宝祥（吉林）                     | 胡煜清（上海）      | 曹汝旭（甘肃）    |
| 业余女子个人       | 王爽（山东）                       | 杜岸树（陕西）      | 姚佳慧（河南）    |
| 大学生个人         | 张维（上海）                       | 钟文靖（湖北）      | 陈潇楠（上海）    |
| 男子团体           | 山东队                             | 重庆队              | 浙江队            |
| 女子团体           | 上海队（芮迺伟、唐奕、张璇[替补]） | 贵州队              | 浙江队            |
| 少年个人           | 芈昱廷(江苏)                       | 杨鼎新(重庆)        | 范蕴若(上海)      |

## 五子棋
| 項目     | 金牌                             | 银牌           | 铜牌           |
| 男子团体 | 上海队                           | 广东队         | 河北队         |
| 女子团体 | 四川队（汪清清、万俊宏、霍九旭） | 辽宁队         | 湖北队         |
| 男子个人 | 芦海（辽宁）                     | 黄宇峰（上海） | 杨彦希（河北） |
| 女子个人 | 郑蔚楠（上海）                   | 胡夕（北京）   | 万俊宏（四川） |

## 国际跳棋
| 項目              | 金牌           | 银牌           | 铜牌           |
| 100格男子个人     | 高文龙（湖北） | 邱浩纯（吉林） | 周伟（四川）   |
| 100格女子个人     | 赵汗青（湖北） | 徐思琦（上海） | 廉博（山西）   |
| 64格男子个人      | 刘金鑫（湖北） | 田文翰（山东） | 尹东恒（吉林） |
| 64格女子个人      | 刘沛（上海）   | 游瑞杰（山东） | 管逸飏（湖北） |
| 100格混合团体     | 湖北队         | 四川队         | 广东队         |
| 64格混合团体      | 山东队         | 湖北队         | 上海队         |
| 100格男子少年个人 | 詹力洋（湖北） | 徐崧人（山西） | 金曜（浙江）   |
| 100格女子少年个人 | 张悠（上海）   | 方文希（湖北） | 徐思琦（上海） |